# تقسیم بندی اشتراکی اشیاء
دربینایی رایانه ای، تقسیم بندی مشترک اشیا یک مورد خاص از بخش بندی تصویر است که به صورت تقسیم مشترک اشیاء با معانی مشابه در چندین تصویر یا فریم ویدیو تعریف می‌شود.

## چالش‌ها
استخراج ماسک‌های تقسیم‌بندی یک هدف/شی از مجموعه‌ای شلوغ از تصاویر یا فریم‌های ویدئویی، که شامل کشف شی همراه با تقسیم‌بندی است، اغلب چالش‌برانگیز است. یک مجموعه شلوغ به این معنی است که شی/هدف به صورت پراکنده در مجموعه ای از تصاویر وجود دارد یا شی/هدف به‌طور متناوب در طول ویدیوی مورد نظر ناپدید می‌شود. روش‌های اولیه معمولاً شامل بازنمایی‌های سطح متوسط مانند طرح‌های پیشنهادی اشیا هستند.

## روش‌های مبتنی بر شبکه‌های مارکوف پویا
اخیراً یک روش کشف شیء مشترک و تقسیم‌بندی مشترک مبتنی بر شبکه‌های مارکوف پویا پیشنهاد شده است که ادعا می‌کند پیشرفت‌های قابل‌توجهی در استحکام در برابر فریم‌های ویدیویی نامربوط/نویزدار دارد.
برخلاف تلاش‌های قبلی که به راحتی حضور ثابت اشیاء هدف را در طول ویدیوی ورودی فرض می‌کردند، این الگوریتم دوگانه پویا مبتنی بر شبکه مارکوف به‌طور همزمان هر دو وظیفه تشخیص و تقسیم‌بندی را با دو شبکه مارکوف مربوطه انجام می‌دهد که به‌طور مشترک از طریق انتشار باور به روز شده‌اند.
به‌طور خاص، شبکه مارکوف که مسئولیت بخش‌بندی را بر عهده دارد با سوپرپیکسل‌ها مقداردهی اولیه می‌شود و اطلاعاتی را برای همتای مارکوف خود که مسئول وظیفه تشخیص شی است، ارائه می‌کند. برعکس، شبکه مارکوف که مسئول تشخیص است، گراف پیشنهادی شی را با ورودی‌هایی از جمله لوله‌های تقسیم بندی مکانی-زمانی می‌سازد.